# ۱۸۹۶ آبجو
سیارک ۱۸۹۶ (به انگلیسی: 1896 Beer، نامگذاری:1971UC1) هزار و هشتصد و نود و ششمین سیارک کشف شده‌است که در ۲۶ اکتبر ۱۹۷۱ کشف شد.
قدر مطلق سیارک برابر ۱۴٫۰۰ است.